# São Miguel do Mato (Arouca)
São Miguel do Mato is een plaats (freguesia) in de Portugese gemeente Arouca en telt 800 inwoners (2001).